# (5919) Patrickmartin
(5919) Patrickmartin (1991 PW12) – planetoida z pasa głównego asteroid okrążająca Słońce w ciągu 5,73 lat w średniej odległości 3,2 j.a. Odkryta 5 sierpnia 1991 roku.